# Hohendorf (Wolgast)
Hohendorf – dzielnica miasta Wolgast w Niemczech w kraju związkowym Meklemburgia-Pomorze Przednie, w powiecie Vorpommern-Greifswald, w Związku Gmin Am Peenestrom.. Do 31 grudnia 2011 samodzielna gmina. 

## Transport
Znajduje się tutaj przystanek kolejowy Hohendorf.